# فجل الخيل الريفي
فجل الخيل الريفي أو الفجلال بري أو فجل الخيل أو فجل الحصان (الاسم العلمي: Armoracia rusticana) هو نوع من النباتات يتبع جنس الفجل الخيل من الفصيلة الكرنبية.

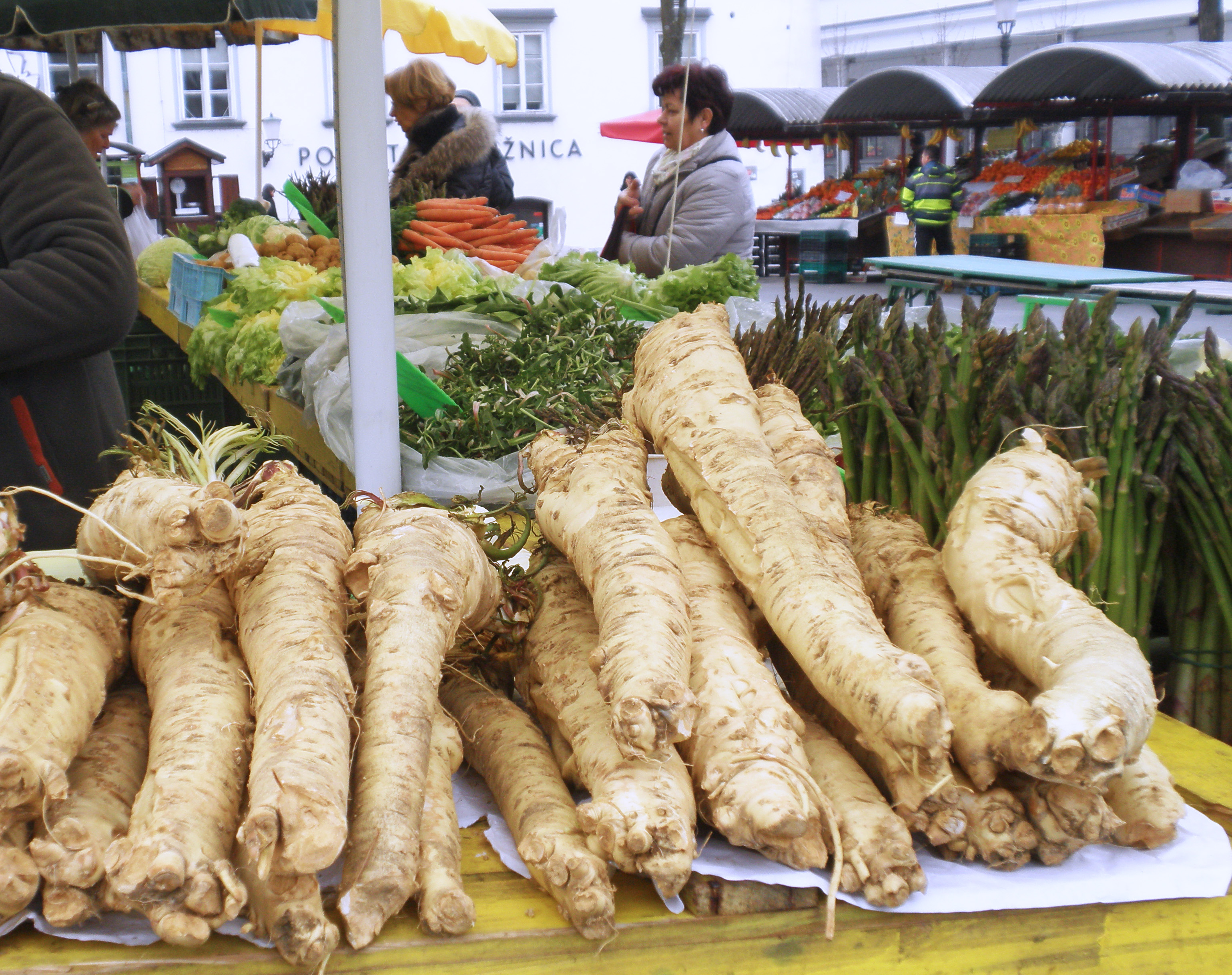
جذور فجل الخيل

## مميزات هذا النبات
يوجد بريا في المناطق القريبة من الماء والأدغال الرطبة والأرض القاحلة، وقد يوجد كذلك في المناطق الجبلية المرتفعة علي نحو 2000 متر فوق سطح الماء. أوراق النبات كبيرة جدا، وساقه طويلة وبيضوية في قسمها الأسفل ومجنحة في الأوسط وضيقة في الأعلى. وأزهاره بيضاء صغيرة في مجموعات كالسنابل، وجذوره غليظة طويلة بيضاء اللون أو مائلة للاصفرار.

## موطن زراعته
يزرع في أوروبا وشمال أمريكا وتشيلي واليابان ونيوزلندا.

## فائدة طبية
- يساعد علي الهضم ويزيد إفرازات الجهاز الهضمي المخاطية
- يستخدم داخليا كمطحون أو شراب في النزلات الشعبية الخفيفة والأحتقان الربيعي
- يعمل منه لزقة تفيد في الآلام الروماتيزمية
- يستخدم في الصناعات الغذائية وبعض المستحضرات الطبية
- تستحدم لعلاج التهابات الجهاز البولي
- تستحدم لعلاج الشعر والبشرة